# Microdochium nivale
Microdóchium nivále (лат.) — вид грибов-аскомицетов, относящийся к роду Microdochium порядка ксиляриевые (Xylariales). Ранее анаморфа гриба называлась фуза́риум сне́жный (Fusárium nivále), а телеоморфа — калоне́ктрия зла́ковая (Calonéctria graminícola).

## Описание
Колонии на картофельно-декстрозном агаре (PDA) с обильным паутинистым воздушным мицелием в белых, бледно-оранжевых, бледно-розовых тонах.
Конидии образуются на конидиогенных клетках типа аннеллид (в отличие от Fusarium, у которых конидиогенные клетки — фиалиды). Аннеллиды шиловидные до грушевидных, 6—15 × 2,2—4 мкм, на разветвлённых конидиеносцах, собранных в спородохии. Конидии серповидные, слабо изогнутые до довольно сильно изогнутых, преимущественно четырёхклеточные, реже одноклеточные до восьмиклеточных, 5—36 × 2—4,5 мкм. Верхняя клетка суженная, нижняя — также суженная, часто несколько усечённая в основании. Хламидоспоры неизвестны.
Гомоталличный вид, часто образующий в культуре белые, затем розовые и серо-чёрные перитеции в среднем 300 × 170 мкм. Аски восьмиспоровые, булавовидные, 50—70 × 7—9 мкм. Аскоспоры веретеновидные, иногда слабо изогнутые, двуклеточные (иногда четырёхклеточные), 10—17 × 3,5—4,5 мкм.

## Экология и значение
Широко распространённый в Европе и Северной Америке вид. Вызывает так называемую «снежную плесень».

## Таксономия
Microdochium nivale (Fr.) Samuels & I.C.Hallett, Trans. Brit. Mycol. Soc. 81 (3): 479 (1983). — Lanosa nivalis Fr., Syst. Orb. Veg. 1: 317 (1825).

### Синонимы
- Calonectria graminicola F.Stevens, 1918
- Calonectria nivalis Schaffnit, 1913
- Fusarium nivale Ces. ex Berl. & Voglino, 1886
- Fusarium nivale (Fr.) Sorauer, 1901, nom. illeg.
- Gerlachia nivalis (Ces. ex Berl. & Voglino) W.Gams & E.Müll., 1980
- Griphosphaeria nivalis (Schaffnit) E.Müll. & Arx, 1955
- Lanosa nivalis Fr., 1825
- Melioliphila graminicola Speg., 1921
- Micronectriella nivalis (Schaffnit) C.Booth, 1971
- Monographella divergens (Rehm) Petr., 1924
- Monographella nivalis (Schaffnit) E.Müll., 1977
- Nectria graminicola Krieg., 1899
- Nectria pseudograminicola Weese, 1910
- Sphaerulina divergens Rehm, 1913